# Suberites senilis
Suberites senilis är en svampdjursart som beskrevs av Ridley och Arthur Dendy 1886. Suberites senilis ingår i släktet Suberites och familjen Suberitidae.
Artens utbredningsområde är havet kring Hawaii. Inga underarter finns listade i Catalogue of Life.